# Pesa Link
Die Pesa Link (Projektname DMU 120) sind Dieseltriebwagen des polnischen Herstellers Pesa. Das Konzept der Triebwagen ist modular ausgelegt, sodass Pesa die Größe und Ausstattung der Fahrzeuge in weiten Teilen an die jeweiligen Anforderungen der Auftraggeber anpassen kann. Es werden ein- bis vierteilige Triebzüge angeboten.

## Fahrzeugkonzept

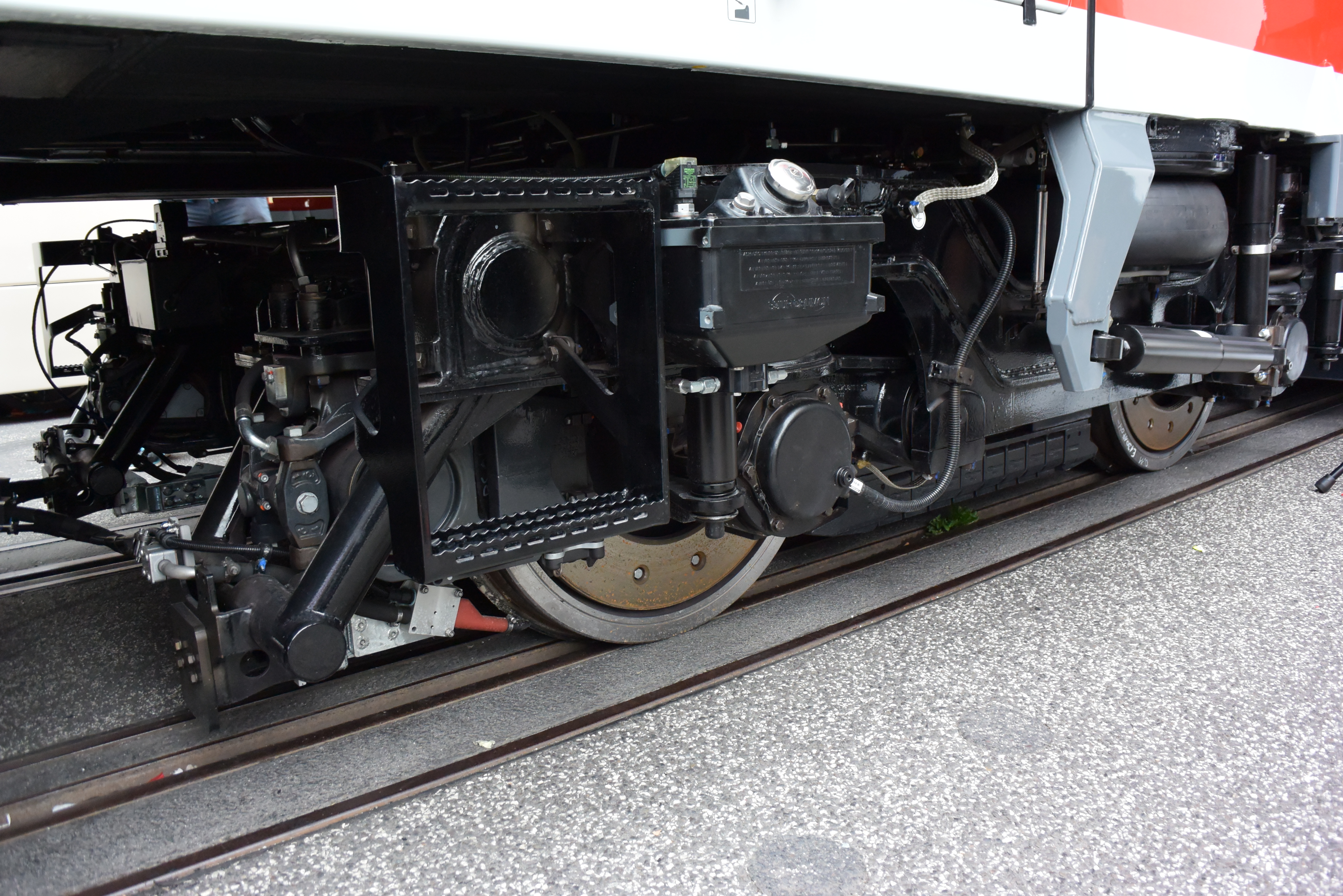
Drehgestell eines einteiligen Link

### Antrieb
Die verschiedenen Varianten der Pesa Link können nach Kundenwunsch bzw. entsprechend den Erfordernissen der Fahrpläne motorisiert werden. In den bisher ausgelieferten Varianten erfolgt der Antrieb über Powerpacks des Herstellers MTU Friedrichshafen, in denen neben dem Antriebsaggregat mechanische Getriebe vom Typ ZF EcoLife vorhanden sind. Die einteilige Variante wird mit einer Leistung von 565 kW beworben, während in den zweiteiligen Versionen zwei Motoren mit einer Leistung von jeweils 390 kW (zweiteilig) verbaut wurden. In der dreiteiligen Variante werden Motoren mit 565 kW bzw. 625 kW eingebaut. Sämtliche Motoren erfüllen die Stage-IIIb-Abgasnorm und beschleunigen die Triebwagen je nach Konfiguration auf bis zu 160 km/h. Ein Motor treibt jeweils beide Achsen eines Drehgestells an. Bei mehrteiligen Fahrzeugen werden lediglich die Drehgestelle an den Fahrzeugenden angetrieben; zwischen den Wagenteilen befinden sich Jakobsdrehgestelle als Laufdrehgestelle.
Die Pesa Link erhalten eine Vielfachsteuerung für Mehrfachtraktionen bis zu drei Fahrzeugen.

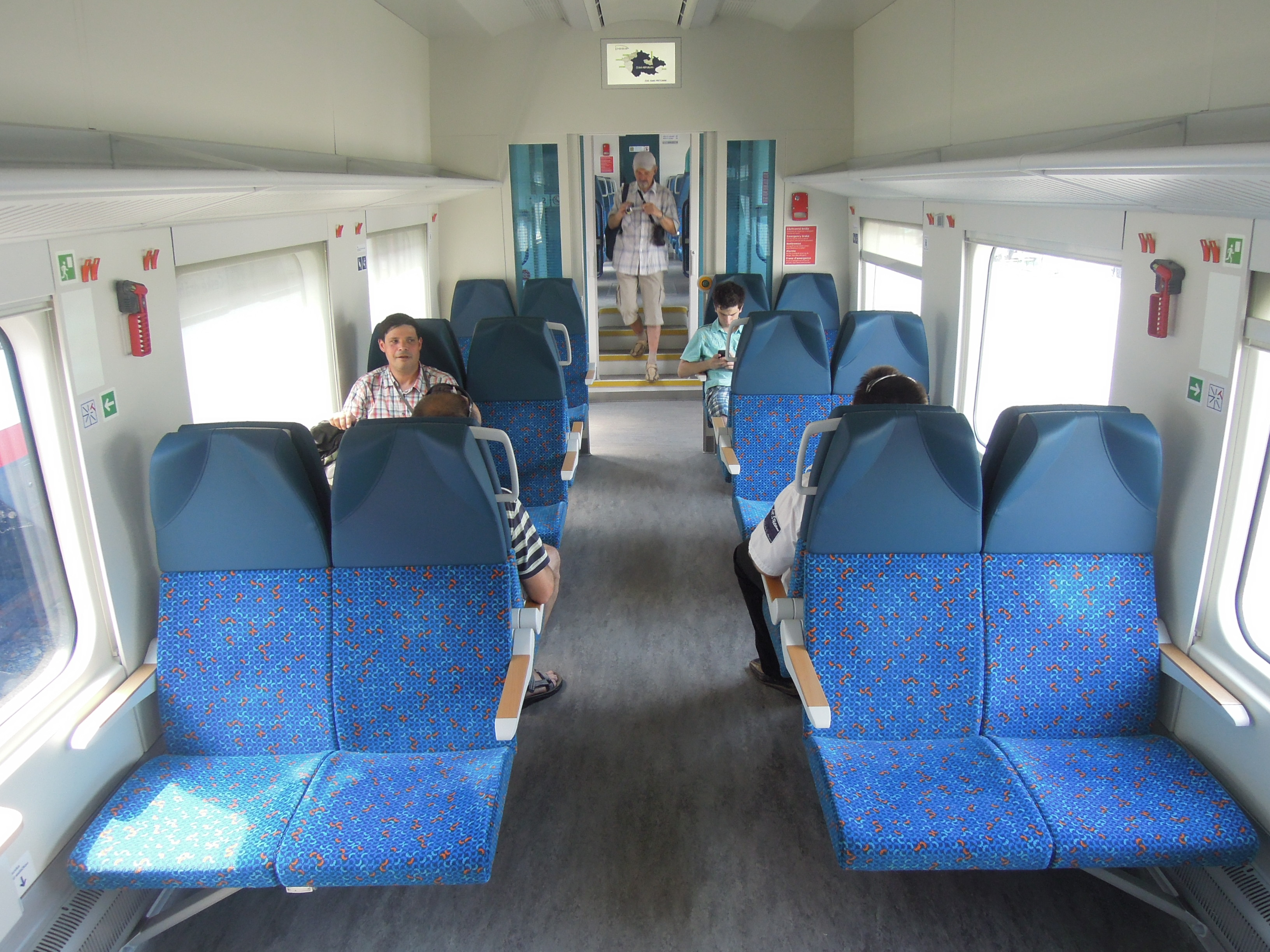
Innenraum eines Pesa Link in der tschechischen Version

### Innenraum
Der Innenraum der Pesa Link ist im Mittelteil in Niederflurbauweise ausgeführt, während die Fahrgastbereiche an den Fahrzeugenden über den Triebdrehgestellen hochflurig ausgelegt sind. Die Bodenhöhe des Niederflurbereiches kann variabel an die Bahnsteighöhen in den entsprechenden Verkehrsnetzen angepasst werden. Bestellt wurden bereits Varianten mit Bodenhöhen von 600 mm und 800 mm über Schienenoberkante. Auch die Innenraumgestaltung kann in weiten Teilen an die Anforderungen der Verkehrsunternehmen angepasst werden. Jedes Fahrzeug verfügt über ein Mehrzweckabteil, Rollstuhlrampen für Bahnsteige von geringerer Höhe und eine behindertengerechte Toilette. Die Fahrzeuge sind auch mit Außenlautsprechern ausrüstbar, sodass für Blinde das Fahrtziel mit Zwischenhalten angesagt werden kann. Je nach Ausstattungsvariante und -länge verfügen Pesa Link über unterschiedliche Zahlen von Sitz- und Stehplätzen.

## Varianten
Pesa Link werden als ein- bis vierteilige Triebzüge angeboten. Folgende Konfigurationen wurden bisher verkauft oder hergestellt:
| Variante | Baureihe (Betreiber)                                                                                                 | Anzahl Wagen | Länge   | Installierte Leistung  |
| -------- | --- | ------------ | ------- | ---------------------- |
| Link I   | 631 (DB) | 1            | 28,65 m | 1 × 565 kW             |
| Link II  | 632 (DB) 844 (ČD) 600 (Regentalbahn) SA139 (Woiwodschaft Westpommern, Woiwodschaft Lebus) (Niederbarnimer Eisenbahn) | 2            | 43,73 m | 2 × 390 kW             |
| Link III | 633 (DB) | 3            | 57,13 m | 2 × 565 kW, 2 × 625 kW |

## Bestellungen

### Übersicht
| Land         | Auftraggeber             | Einsatzgebiet             | Bestelltermin  | Geplanter Einsatzbeginn | Tatsächlicher Einsatzbeginn | Link I | Link II | Link III | Gesamt |
| ------------ | ------------------------ | ------------------------- | -------------- | ----------------------- | --------------------------- | ------ | ------- | -------- | ------ |
| Tschechien   | České dráhy              |                           | März 2011      | Ende 2012               | Ende 2012                   |        | 31      |          | 31     |
| Tschechien   | České dráhy              |                           | ab 2021        |                         |                             |        | 106     |          | 106    |
| Deutschland  | Regentalbahn             | Regionalzugnetz Ostbayern | Dezember 2011  | Dezember 2014           | Vertrag gekündigt           |        | 12      |          | 12     |
| Deutschland  | Deutsche Bahn            | Vorabfahrzeuge            | 2012           |                         |                             | 1      |         | 1        | 2      |
| Deutschland  | Deutsche Bahn            | Sauerland-Netz            | 2013           | Dezember 2016           | 5. August 2018              |        | 20      | 16+1     | 37     |
| Deutschland  | Deutsche Bahn            | Dreieichbahn              | 2013           | Juni 2016               | 2. Februar 2019             |        | 2+1     | 7        | 10     |
| Deutschland  | Deutsche Bahn            | Dieselnetz Allgäu         | 2014           | Dezember 2017           | Ende 2020                   |        |         | 26       | 26     |
| Deutschland  | Niederbarnimer Eisenbahn | Netz Ostbrandenburg       | 2013           | Dezember 2015           | Juni 2016 und Januar 2019   |        | 7 + 4   | 2        | 11     |
| Polen        | Woiwodschaft Lebus       |                           | April 2013     |                         |                             |        | 4       |          | 4      |
| Polen        | Woiwodschaft Lebus       |                           | November 2017  |                         |                             |        | 2       |          | 2      |
| Polen        | Woiwodschaft Westpommern | Stettin – Kołobrzeg       | 2012           |                         |                             |        | 2       |          | 2      |
| Polen        | Polregio                 |                           | 2017–2018 2021 |                         |                             |        | 11      |          | 11     |
| Polen        | Koleje Wielkopolskie     |                           | März 2018      |                         |                             |        | 4       |          | 4      |
| Gesamtanzahl |                          |                           |                |                         |                             | 1      | 194     | 50       | 245    |

### České dráhy

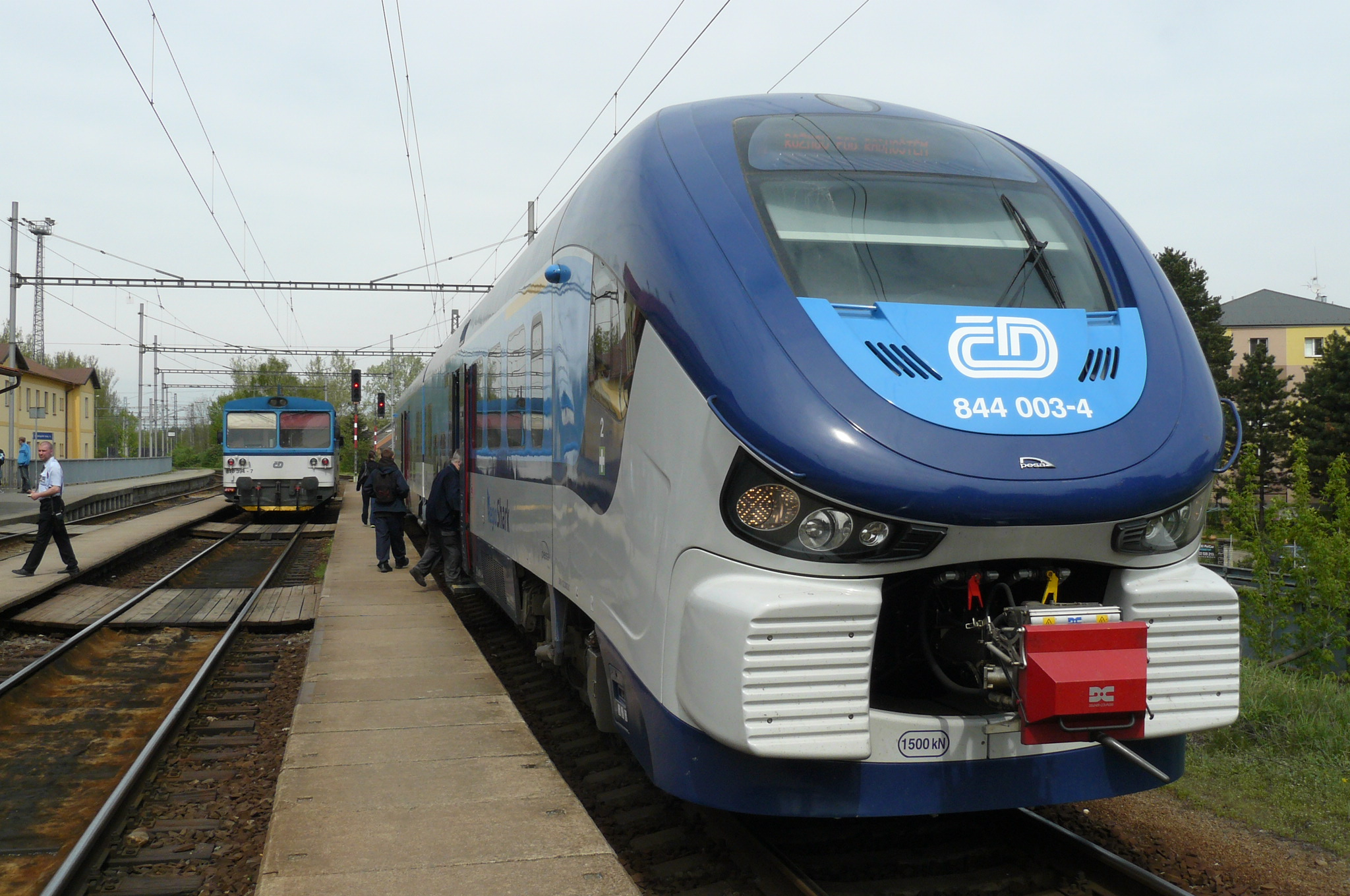
ČD-Baureihe 844

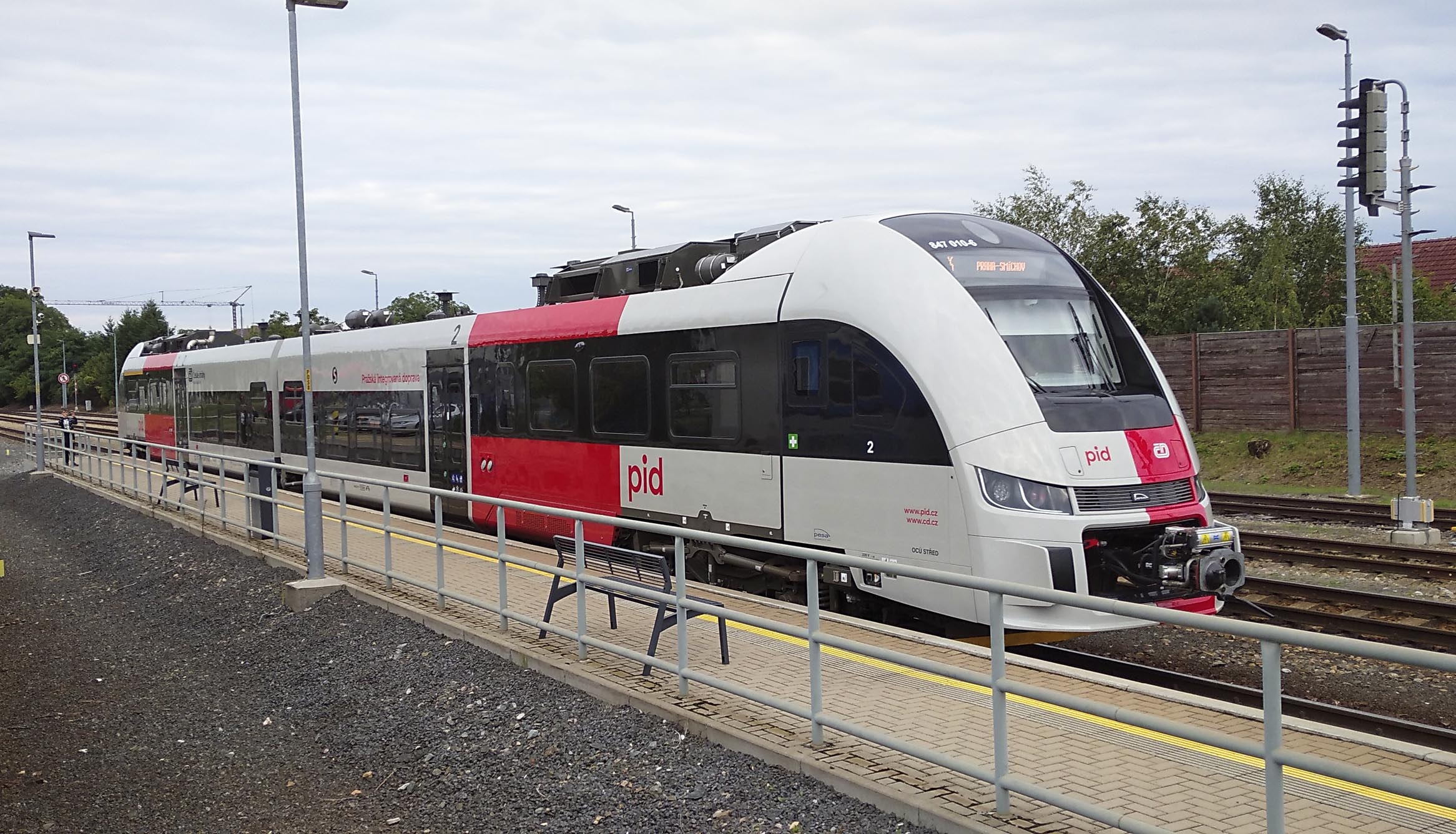
Die ČD-Baureihe 847 hat eine überarbeitete Front.

#### Erstauftrag
Das tschechische Eisenbahnverkehrsunternehmen České dráhy (ČD) bestellte am 17. März 2011 insgesamt 31 Einheiten des Link II für 1,99 Mrd. Kč (ca. 79,6 Mio €). Vertraglich vereinbart wurde eine Auslieferung der Fahrzeuge zwischen September 2012 und Januar 2014. Von 2012 bis 2013 fanden Versuchsfahrten auf dem Eisenbahnversuchsring Velim statt; dort wurde auch die Zulassung für das tschechische Streckennetz abgeschlossen. Die Fahrzeuge werden im Nahverkehr der Regionen Plzeňský kraj, Karlovarský kraj, Ústecký kraj und Zlínský kraj eingesetzt.

#### Weiterentwickelte Serie
Im Jahr 2021 schloss die ČD einen Rahmenvertrag über maximal 160 Zweiteiler ab. Stand 2023 wurden davon 106 Fahrzeuge abgerufen. Die Züge besitzen eine andere Frontgestaltung als die älteren Serien und werden von der ČD als RegioFox bezeichnet.

### Regentalbahn

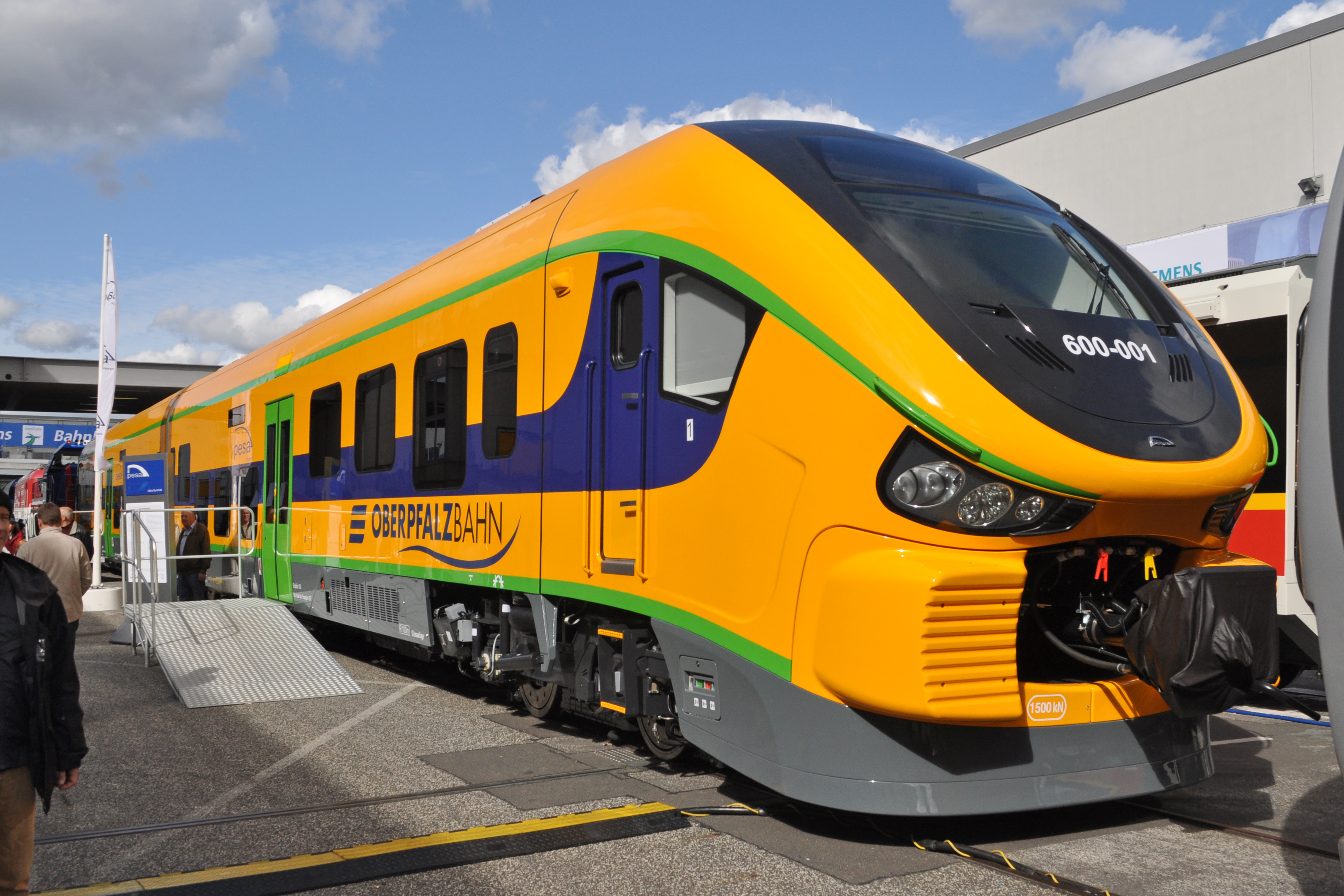
Link II für die Oberpfalzbahn

Die Regentalbahn bestellte im Dezember 2011 für das Regionalzugnetz Ostbayern zwölf Link-II-Fahrzeuge. Diese sollten von Juli bis September 2014 geliefert werden und ab Dezember 2014 auf der Strecke Regensburg–Marktredwitz–Schirnding eingesetzt werden. Dieser am 20. Dezember 2011 unterzeichnete Auftrag hatte einen Bestellwert von 31,2 Mio. Euro. Die Züge mit 124 Sitzplätzen sollten im gelb-grünen Design der Oberpfalzbahn verkehren. Unterhalten werden sollten die Züge in der Werkstätte der Regentalbahn in Schwandorf. Der geplante Inbetriebnahmetermin konnte wegen noch nicht erteilter Zulassung nicht eingehalten werden. Als Ersatz wurden nun LINT 41 bestellt und der Vertrag mit Pesa von der Oberpfalzbahn Mitte Februar 2015 gekündigt. Die weitere Verwendung der Fahrzeuge war 2015 offen, drei von ihnen fuhren seit 2017 mit an die Region angepasster Innenausstattung in der Woiwodschaft Westpommern.

### Woiwodschaft Westpommern
Im Jahr 2012 bestellte die Woiwodschaft Westpommern die ersten beiden Fahrzeuge für einen polnischen Kunden.

### Deutsche Bahn

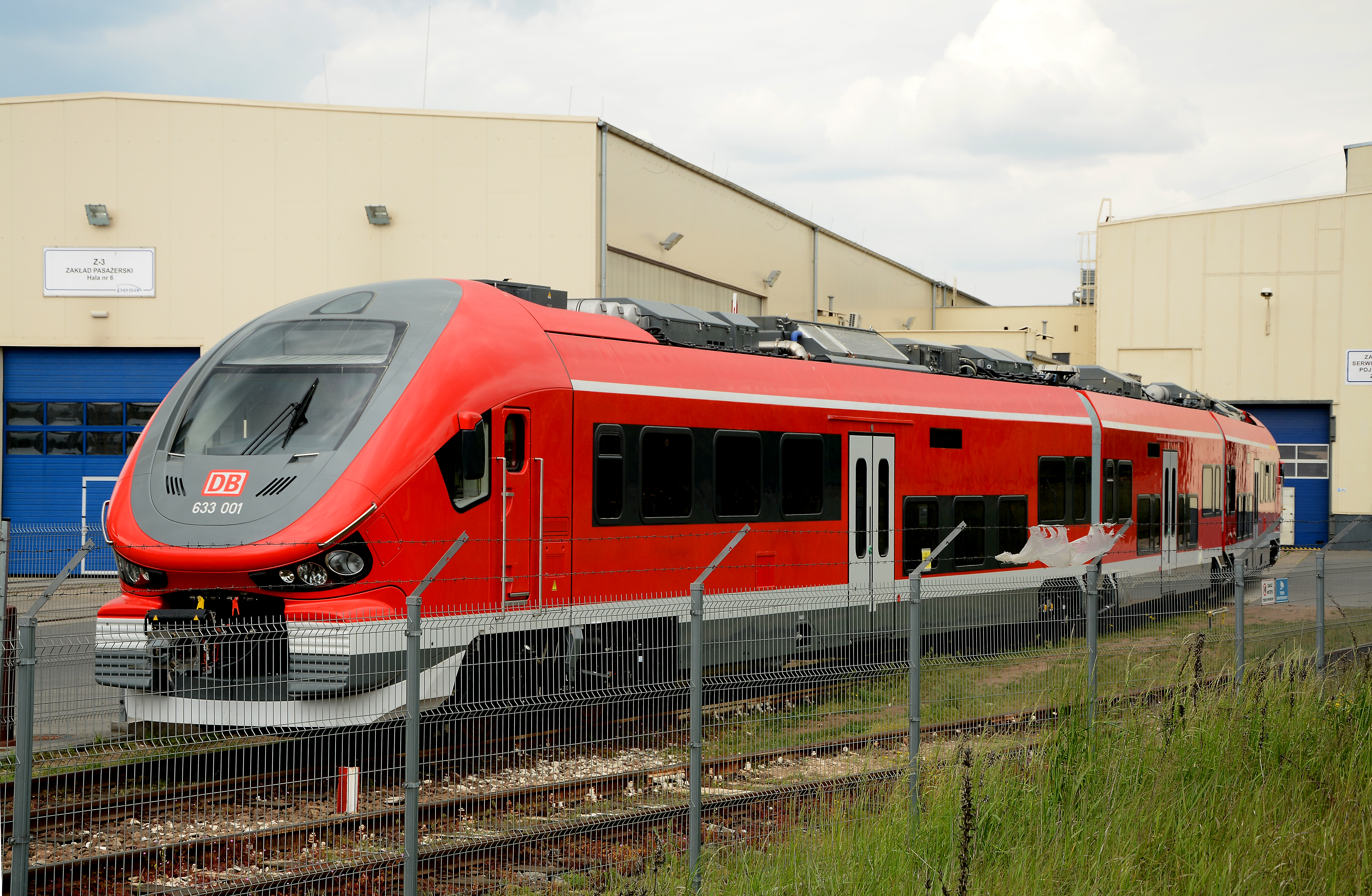
Dreiteiliger Pesa Link (Baureihe 633) für die Deutsche Bahn im Pesa-Werk in Bydgoszcz

Auf der InnoTrans 2012 unterzeichneten die Deutsche Bahn und Pesa einen Rahmenvertrag über bis zu 470 Pesa Link, deren möglicher Bestellwert sich auf 1,2 Mrd. Euro belief. Der Vertrag ist Ende 2018 ausgelaufen, wobei es nur zum Abruf von 73 Triebzügen kam. Er umfasste ein-, zwei- und dreiteilige Regionalverkehrstriebwagen zum Einsatz bei DB Regio. DB Regio rief aus dem Vertrag Triebzüge für die gewonnenen Vergabenetze „Sauerland-Netz“, „Dreieichbahn“ und „Dieselnetz Allgäu“ ab. Nachdem Ende 2014 Zulassungsprobleme beim Konkurrenten Regentalbahn bekannt wurden, rief die Deutsche Bahn keine Fahrzeuge mehr aus dem Rahmenvertrag ab und bestellte für gewonnene Ausschreibungen nur noch Dieseltriebzüge des Konkurrenten Alstom.
Im Jahr 2012 hatte die Deutsche Bahn AG zwei Vorabfahrzeuge zur Erprobung bestellt. Damit sollte die Zulassung der Varianten Link I und Link III in Deutschland bis Oktober 2015 erreicht werden. Die Zulassung der Variante Link II sollte im Rahmen des Auftrages der Oberpfalzbahn erfolgen. Auf der InnoTrans 2014 wurde von der Deutschen Bahn und Pesa erstmals ein Fahrzeug der Variante Link I (Baureihe 631) vorgestellt.

#### Sauerland-Netz
Am 5. September 2013 gab der Zweckverband Nahverkehr Westfalen-Lippe (NWL) bekannt, dass die DB das Sauerland-Netz (beide Lose) gewonnen hat und auf diesen Strecken mit 20 zwei- und 16 dreiteiligen Triebzügen (Baureihe 632 bzw. Baureihe 633) des Typs Pesa Link verkehren wird. Die Fahrzeuge wurden mit einer Einstiegshöhe von 760 mm über Schienenoberkante bestellt, um an den entsprechend modernisierten Stationen im Sauerland-Netz einen niveaugleichen Übergang von Bahnsteig zu Fahrzeug zu gewährleisten. Die Fahrzeuge sind überdies mit einem Fahrkartenautomaten und Steckdosen für die Fahrgäste ausgestattet. In den Fahrzeugen sind Monitore installiert, auf denen sich der weitere Fahrtverlauf nachvollziehen lässt.
Schon durch die misslungene Betriebsaufnahme bei der Regentalbahn im Dezember 2014 war bekannt, dass die Fahrzeuge das deutsche Lichtraumprofil um wenige Millimeter überschritten, sodass eine Zulassung erst nach einer entsprechenden Umkonstruktion erfolgen kann. Nach der Zulassung und Auslieferung der zweiteiligen Fahrzeuge für die Niederbarnimer Eisenbahn im Juni 2016 sollten auch an DB Regio zwei zweiteilige Triebzüge für das Netz Dreieich ausgeliefert werden. Die Fahrzeuge wurden seitens DB Regio allerdings nicht abgenommen, da sie nicht die technischen Anforderungen hinsichtlich der Masse und des Antriebes erfüllten. Seitdem nimmt Pesa erneut eine Umkonstruktion an dem Fahrzeugmodell vor. Eine im Verkehrsvertrag des Sauerland-Netzes vorgesehene frühzeitige Kündigungsmöglichkeit bei Nichtproduktion von 75 Prozent der Fahrzeuge bis zum 31. Januar 2018 wurde seitens des Zweckverbandes Nahverkehr Westfalen-Lippe (NWL) nicht wahrgenommen. Die Verantwortlichen halten das Ersatzkonzept bis zur Fahrzeuglieferung für die bessere Alternative.

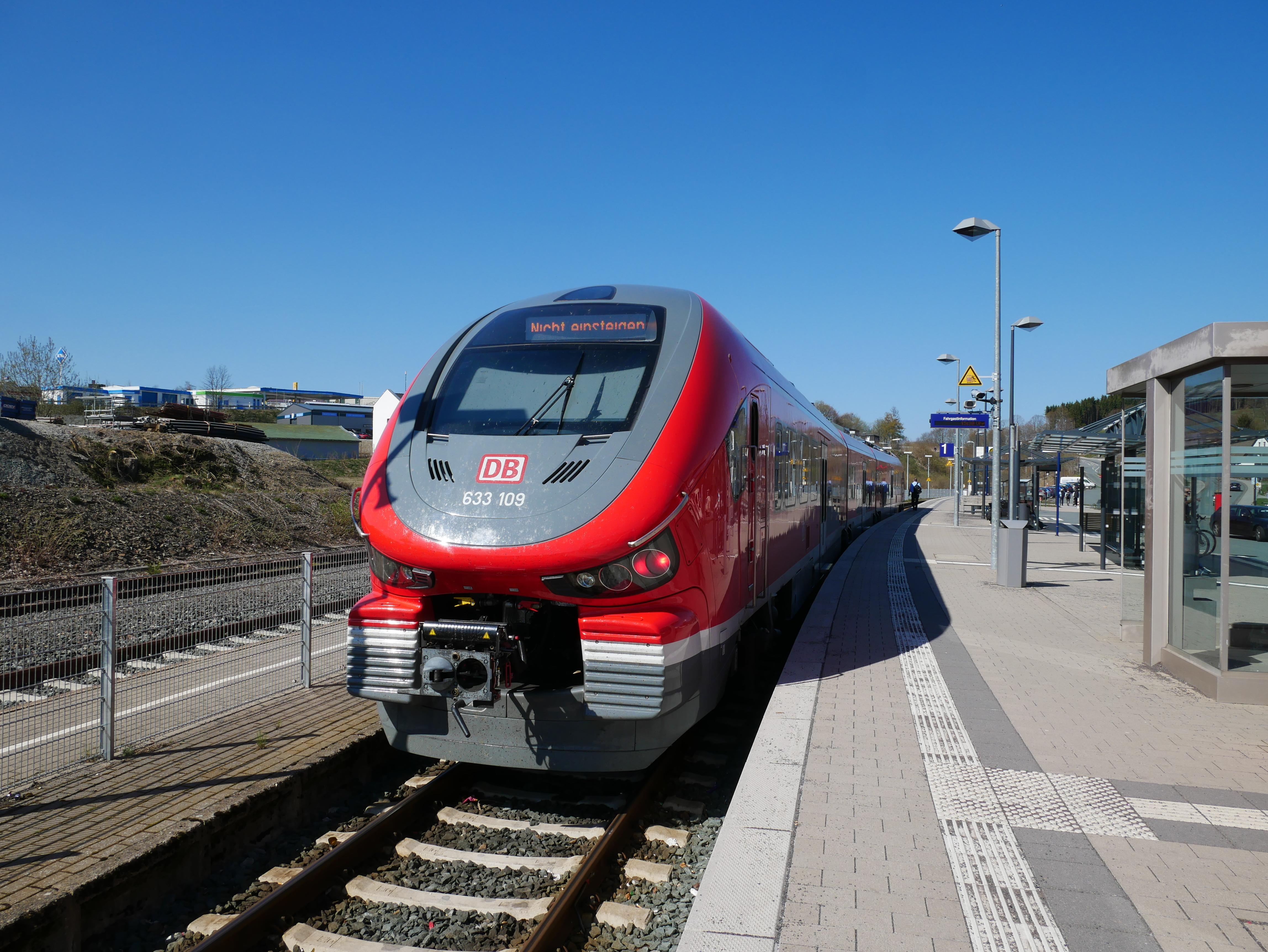
Halt eines Pesa-Link-Zuges der Deutschen Bahn am Bahnhof Winterberg (Westf)

Am 30. Mai 2018 erteilte das Eisenbahnbundesamt die Zulassung für die zweiteiligen Triebzüge, für die dreiteiligen Triebzüge wurde sie am 30. Juli erteilt. Im Sauerland-Netz begann der Fahrgasteinsatz der ersten zweiteiligen Triebzüge auf der RB 52 zwischen Dortmund und Lüdenscheid am 5. August 2018. Im Oktober 2018 wurde die Auslieferung der zweiteiligen Triebzüge für das Sauerland-Netz abgeschlossen, womit die Fahrzeuge auch auf den übrigen RB-Linien des Sauerland-Netzes eingesetzt wurden. Bis Ende März 2019 sollte auch die Auslieferung der dreiteiligen Triebzüge vollständig abgeschlossen werden, die hauptsächlich auf den RE-Linien RE 17 Hagen–Kassel und RE 57 Dortmund–Brilon/Winterberg zum Einsatz kommen. In den ersten Betriebswochen traten zahlreiche technische Probleme auf, die zu Ausfällen und Verspätungen führten, sodass Ersatzfahrzeuge der Baureihe 644 auf den Linien im Einsatz blieben. Die Antriebssteuerung und die automatischen Kupplungen wiesen Softwareprobleme auf, die dazu führten, dass Fahrzeuge auf freier Strecke liegen blieben oder nach Kuppelvorgängen nicht mehr einsatzfähig waren. Alle Fahrzeuge sollten bis September 2019 eine Überarbeitung beim Hersteller Pesa durchlaufen, um die technischen Probleme abzustellen. Beide Baureihen sollten ursprünglich bereits für Dezember 2016 ausgeliefert werden. Die Lieferverzögerung musste durch ein Ersatzkonzept mit sechs verschiedenen Fahrzeugbaureihen überbrückt werden. DB Regio NRW teilte im Juli 2019 mit, dass man durch die anhaltend schlechte Betriebsqualität der Fahrzeuge von Pesa Nachfragerückgänge im Sauerland-Netz zu verzeichnen habe. Der NWL fordert daher neben den vertraglich festgelegten Pönalezahlungen Entschädigungen für die Fahrgäste. Im März 2020 berichtete ein Vertreter des NWL in der Sitzung des Ausschusses für Wirtschaft, Struktur und Tourismus des Hochsauerlandkreises, dass die Rollkur über den Herbst und Winter 2019 keine Verbesserung der Betriebsstabilität der Fahrzeuge hervorgebracht habe und neben den gelösten Problemen neue aufgetreten seien, sodass an den Fahrzeugen erneut im Herstellerwerk nachgearbeitet werden müsse. Weiterhin müssten ältere Ersatzfahrzeuge auf den Linien des Sauerland-Netzes eingesetzt werden. Der NWL verzeichnete zwischen 2016 und 2018 einen Rückgang der jährlichen Fahrgastzahlen auf den Linien RE 17 und RE 57 von 3,4 Millionen auf 3 Millionen und stagnierende Fahrgeldeinnahmen. Weiterhin spricht der NWL von einer nicht zufriedenstellenden Pünktlichkeitsquote und hohen Ausfallzahlen. Während des Jahres 2020 musste der Ersatzfahrzeugeinsatz weiter verstärkt werden, da an den Fahrzeugen Probleme mit fehlerhaften Aufhängungen aufgetreten waren.
Zur Qualitätssteigerung wurde 2022 ein zusätzliches dreiteiliges Fahrzeug für das Sauerlandnetz ausgeliefert.

#### Dreieichbahn
Im Dezember 2013 gab der RMV bekannt, dass ab Juni 2016 die Dreieichbahn von Fahrzeugen des Typs Link befahren werden soll. Betreiber ist DB Regio. Hierfür wurden neun Triebzüge – zwei zweiteilige und sieben dreiteilige, davon ein Reservefahrzeug – mit einem Vertragswert von 30 Mio. € bestellt. Bereits Ende November 2015 wurde bekannt, dass die Fahrzeuge nicht rechtzeitig verfügbar sein werden. Der Planbetrieb begann am 2. Februar 2019.

#### Dieselnetz Allgäu
Am 4. August 2014 wurde der endgültige Zuschlag des Dieselnetzes Allgäu an DB Regio Allgäu-Schwaben mit Start ab Dezember 2017 erteilt. 26 neue dreiteilige Pesa Link der Baureihe 633 sollten seit Dezember 2017 im Los 1 der ersten Betriebsstufe auf der Strecke München – Kempten – Pfronten und auf der Illertalbahn von Ulm über Memmingen und Kempten bis nach Pfronten, Lindau und Oberstdorf verkehren. Dieser Termin konnte nicht eingehalten werden, so dass ein Übergangskonzept mit Ersatzfahrzeugen eingeführt werden musste. In einer zweiten Betriebsstufe sollte ab Dezember 2020 die Linie München – Pfronten nach Augsburg verlegt werden und eine unvertaktete Linie Augsburg – Kempten – Oberstdorf mit Pesa Link verkehren.
Am 23. Juni 2019 traf der erste Triebwagen in Kempten ein, er wurde für Probefahrten eingesetzt. Im April 2020 erfolgte die Zulassung des Eisenbahnbundesamtes für die dreiteilige Baureihe 633. Die ersten Fahrten im Fahrgasteinsatz erfolgten auf der Linie München – Kempten, seit Dezember 2021 wurde mit Start der zweiten Betriebsstufe die Linie RE 79 Augsburg – Kempten in Betrieb genommen.
Im Herbst 2020 war die Auslieferung sämtlicher Fahrzeuge abgeschlossen, im Dezember begann der fahrplanmäßige Einsatz im Allgäu.
Im September 2023 lief die Installation von WLAN bis voraussichtlich Ende 2023[veraltet].

### Woiwodschaft Lebus
Im April 2013 hat die Woiwodschaft Lebus vier Pesa Link II bestellt.
Die Woiwodschaft Lebus hat für Polen und Deutschland zwei Pesa-Link-Triebwagen bestellt, die bis Ende 2019 ausgeliefert werden sollen.

### RegioJet
Im Juli 2013 wurde bekannt, dass das tschechische Eisenbahnverkehrsunternehmen RegioJet zehn Pesa Link II für den Einsatz auf der Bahnstrecke Olomouc–Opava východ bestellen möchte. Der Verkehrsvertrag wurde später annulliert und die Verbindung weiter durch die České dráhy betrieben, sodass es nie zu einer Bestellung der Fahrzeuge kam.

### Niederbarnimer Eisenbahn

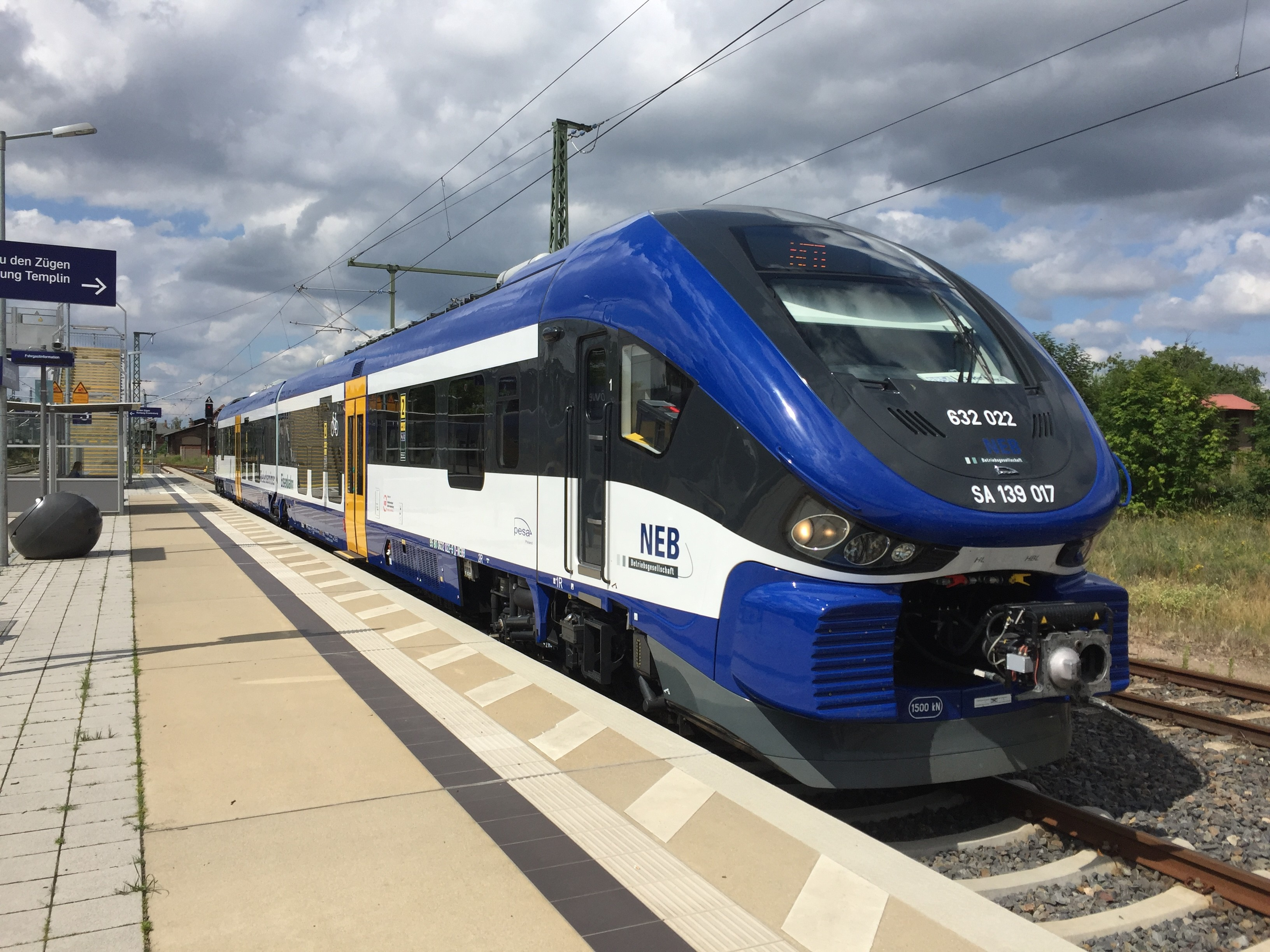
Ein Triebwagen der NEB im Bahnhof Löwenberg (Mark)

Am 12. Februar 2013 hatte der Verkehrsverbund Berlin-Brandenburg im Auftrag der Länder Berlin und Brandenburg den Zuschlag für das „Netz Ostbrandenburg“, welches aus zwei Losen besteht, an die Niederbarnimer Eisenbahn erteilt. Für den Betrieb von Los 2 ab Dezember 2015 wollte sie neben Talent-Triebzügen auch neun Pesa Link (sieben Zweiteiler, zwei Dreiteiler) einsetzen, vorzugsweise auf der RB 26 Berlin–Kostrzyn. Im März 2016 fanden Probefahrten statt. Die Zulassung hatte das Eisenbahnbundesamt am 3. Juni 2016 erteilt. Da der Hersteller Pesa für die dreiteiligen Triebzüge keinen Liefertermin nennen konnte, wurde die Bestellung von zwei dreiteiligen Fahrzeugen in vier zweiteilige Fahrzeuge umgewandelt, die Ende 2017 geliefert werden sollten. Bis zur Lieferung sollen ältere Gebrauchtfahrzeuge eingesetzt werden, um wieder ausreichende Kapazitäten im Berufsverkehr bieten zu können und den Betriebsablauf zu stabilisieren.
Eine Lieferung konnte wegen Zulassungs- und Lieferproblemen erst 2018 erfolgen. Am 25. Juli 2018 wurden drei Triebzüge an die NEB übergeben. Im Dezember 2018 haben die vier nachgeordneten Triebzüge die Inbetriebnahmegenehmigung durch das Eisenbahnbundesamt (EBA) zum Betrieb in Deutschland erhalten. Die Zulassung zum Betrieb auf dem polnischen Netz stand 2018 noch aus, wurde aber zwei Monate später erwartet. Ab Januar 2019 war der Einsatz im Fahrgastbetrieb geplant. Ende April wurde bekannt, dass die NEB die Fahrzeugabnahme der vier nachgelieferten Fahrzeuge aufgrund von Softwareproblemen verweigere. An den Fahrzeugen treten immer wieder unvorhersehbare unplausible Fehler auf. NEB-Geschäftsführer Detlef Bröcker kritisierte, dass Pesa sich weigert, die Fehler vor Ort zu lösen, und drohte mit juristischen Schritten.
Da die Niederbarnimer Eisenbahn aufgrund der technischen Unzuverlässigkeit des Kupplungsvorgangs der Fahrzeuge nicht wie vereinbart die Fahrten der RB 26 zwischen Berlin und Müncheberg im Berufsverkehr zu Dreifachtraktionen verstärken kann, musste ab August 2019 ein Zusatzzug zwischen beiden Stationen eingerichtet werden, um den Taktzug zu entlasten. Zur Fahrplanstabilisierung wurden außerdem Taktzüge in Doppeltraktion geführt, deren Auslastung diese Kapazität nicht erfordert. Zur schnelleren Störungsbehebung und zur Schaffung zusätzlicher Kompetenzen in der Störungsbeseitigung erhielt die Werkstatt der NEB Unterstützung durch ein Unternehmen mit ehemaligen Pesa-Mitarbeitern. Trotzdem erreichten die seit 2016 eingesetzten Fahrzeuge und die vier nachgelieferten Fahrzeuge bis 2019 nicht die Stabilität anderer Fahrzeuge. Auch im Jahr 2022 sind die Probleme noch nicht behoben, es gab einen Flashmob, um auf die Probleme hinzuweisen. Laut NEB existieren softwarebedingte Unterschiede der Fahrzeuge vor und nach der Rollkur temporär, so dass eine Kuppelbarkeit mit unterschiedlicher Software nicht gegeben ist. Fahrzeugstörungen seien laut NEB aber bereits deutlich reduziert worden.